# Chýně
Chýně (j. č., tedy ta Chýně, do Chýně, v Chýni, hovorově Chejň) je město v okrese Praha-západ. Leží 14 km na západ od centra Prahy a 2 km od jejích hranic v blízkosti městské části Zličín, mezi městy Hostivice (na severovýchodě) a Rudná (na jihozápadě). Žije zde přibližně 5 000 obyvatel.
Ve městě je dostatečná občanská vybavenost, přesto se buduje i další pro zkvalitnění služeb a života obyvatel (obchod Billa, lékárna či restaurace atd.). Chýní protéká Litovicko-Šárecký potok, na kterém jsou ve městě dva malé rybníky: Bašta a pod ním ještě Strahovský rybník, dříve vysušený, avšak v roce 1999 obnovený. Okolí je zvlněné a využívané většinou k zemědělství.

## Historie
Území města bylo osídleno od pravěku. Byly zde nalezeny první pravěké pece na železo na území Čech a Moravy.
Písemně je Chýně doložena roku 1273 (villa Kayn). Ves patřila strahovskému klášteru a až donedávna šlo o malou čistě zemědělskou obec. Blízkost k Praze a dobré napojení na plzeňskou dálnici však od 90. let 20. století vedly k rozvoji podnikání a stavebnímu ruchu.
Ve dnech 27. - 28. 5. 2023 oslavila Chýně 750 let od vzniku obce. 
Dne 5. května 2023 se ves Chýně stala městem.

### Územněsprávní začlenění
Dějiny územněsprávního začleňování zahrnují období od roku 1850 do současnosti. V chronologickém přehledu je uvedena územně administrativní příslušnost obce v roce, kdy ke změně došlo:
- 1850 země česká, kraj Praha, politický okres Smíchov, soudní okres Unhošť[8]
- 1855 země česká, kraj Praha, soudní okres Unhošť
- 1868 země česká, politický okres Smíchov, soudní okres Unhošť
- 1893 země česká, politický okres Kladno, soudní okres Unhošť[9]
- 1939 země česká, Oberlandrat Kladno, politický okres Kladno, soudní okres Unhošť[10]
- 1942 země česká, Oberlandrat Praha, politický okres Kladno, soudní okres Unhošť[11]
- 1945 země česká, správní okres Kladno, soudní okres Unhošť[12]
- 1949 Pražský kraj, okres Praha-západ[13]
- 1960 Středočeský kraj, okres Praha-západ
- 2003 Středočeský kraj, obec s rozšířenou působností Černošice

### Rok 1932
V obci Chýně (567 obyvatel) byly v roce 1932 evidovány tyto živnosti a obchody: cihelna, holič, 3 hostince, kolář, kovář, 3 obuvníci, 2 rolníci, řezník, 4 obchody se smíšeným zbožím, 2 trafiky, truhlář, obchod s uhlím, velkostatek.

## Obyvatelstvo

### Počet obyvatel
Počet obyvatel je uváděn za Chýně podle výsledků sčítání lidu včetně místních části, které k nim v konkrétní době patří. Je patrné, že stejně jako v jiných menších obcích Česka počet obyvatel v posledních letech roste. V celé chýňské aglomeraci nicméně žije necelých 4 tisíce obyvatel.
| 1869 | 1880 | 1890 | 1900 | 1910 | 1921 | 1930 | 1950 | 1961 | 1970 | 1980 | 1991 | 2001 | 2011  | 2021  |
| ---- | ---- | ---- | ---- | ---- | ---- | ---- | ---- | ---- | ---- | ---- | ---- | ---- | ----- | ----- |
| 367  | 436  | 453  | 521  | 568  | 567  | 667  | 624  | 627  | 608  | 600  | 545  | 637  | 2 006 | 4 681 |

| 1869 | 1880 | 1890 | 1900 | 1910 | 1921 | 1930 | 1950 | 1961 | 1970 | 1980 | 1991 | 2001 | 2011 | 2021 |
| ---- | ---- | ---- | ---- | ---- | ---- | ---- | ---- | ---- | ---- | ---- | ---- | ---- | ---- | ---- |
| 55   | 58   | 60   | 67   | 80   | 87   | 133  | 157  | 146  | 154  | 151  | 169  | 188  | 520  | 901  |

## Současnost
Město se postupně stalo předměstím Prahy. Zlepšily se inženýrské sítě, na druhou stranu však částečně zmizel venkovský a zemědělský ráz krajiny. Rychlým tempem byly postaveny především rodinné domky a řadová zástavba.
Ve městě se nachází restaurace Pivovarský dvůr, která od roku 2019 pivo již nevaří, ale pouze dováží. Další restaurace a pizzerie se nachází dál v obci.
Dále je zde několik státních i soukromých mateřských škol a základní škola. Vzhledem k demografickému vývoji v Chýni a přilehlé výstavbě sídliště "Hostivice-Jih" byla v spolupráci s městem Hostivice započata výstavba další svazkové školy Vida.
Jsou zde také prodejny potravin, lékárna, kavárny, autoservisy a další služby.

## Doprava

### Dopravní síť
- Pozemní komunikace – Do města vedou pouze silnice III. třídy.
- Železnice – Západní hranice zastavěné části města je železniční trať Praha – Hostivice – Rudná u Prahy. Od září 2014 je železniční zastávka Chýně přímo na území obce v nové části Háje, která zrychlila spojení města s Prahou. V prosinci 2014 byla otevřena druhá zastávka Chýně jih.

### Veřejná doprava 2024
V obci měly zastávky autobusové linky:
- 347: Praha, Zličín – Hostivice, Břve, sportovní hala – Praha, Motol (denně mnoho spojů),společnost provozující linku je DPP
- 358: Praha, Zličín – Rudná, Hořelice (v pracovních dnech 8 spojů), tuto linku provozuje společnost Arriva Střední Čechy
- 336: Praha, Zličín - Hostivice,Ve Vilkách; obsluhuje jen východní část obce (Hostivice - Jih)

## Galerie

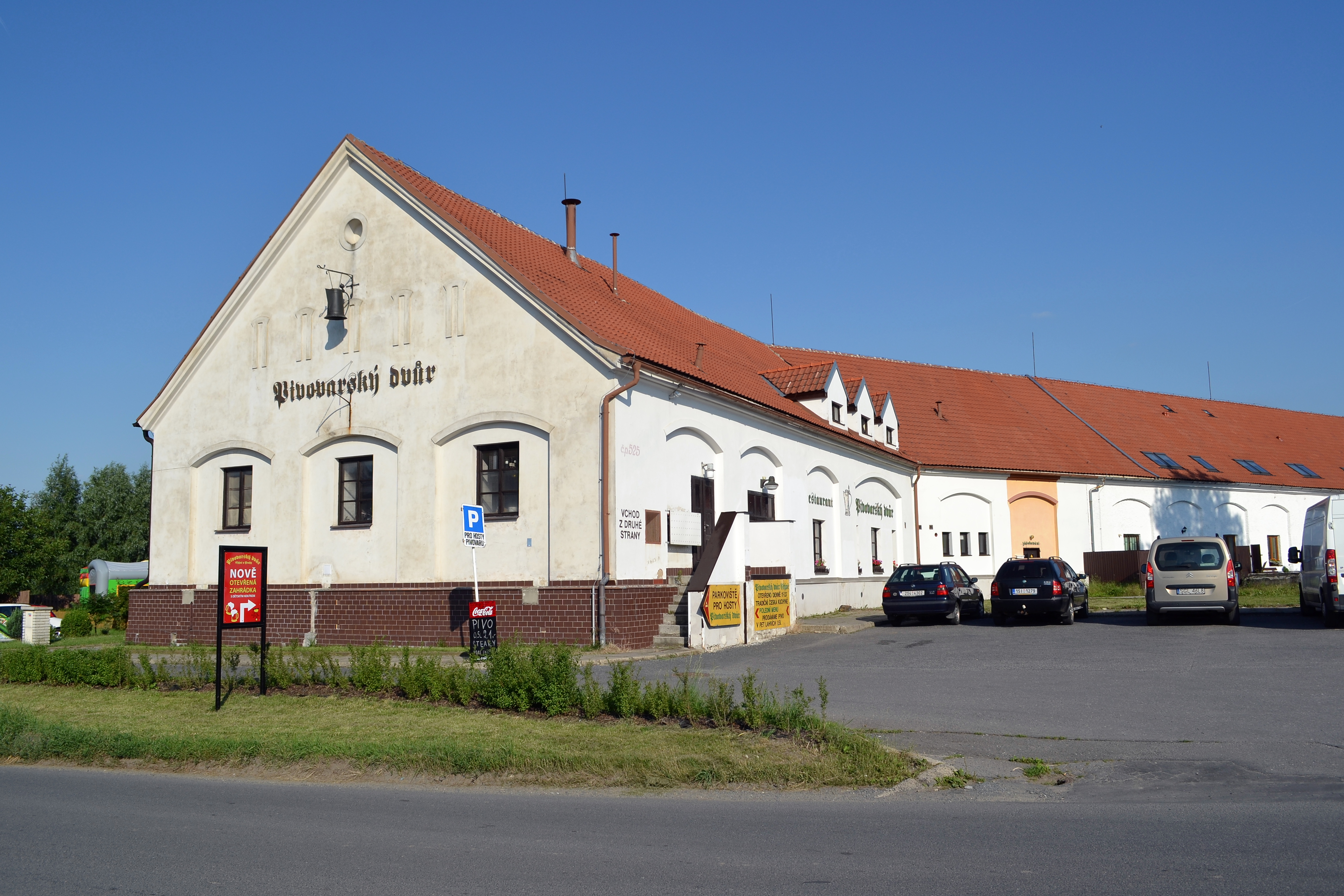
Pivovarský dvůr
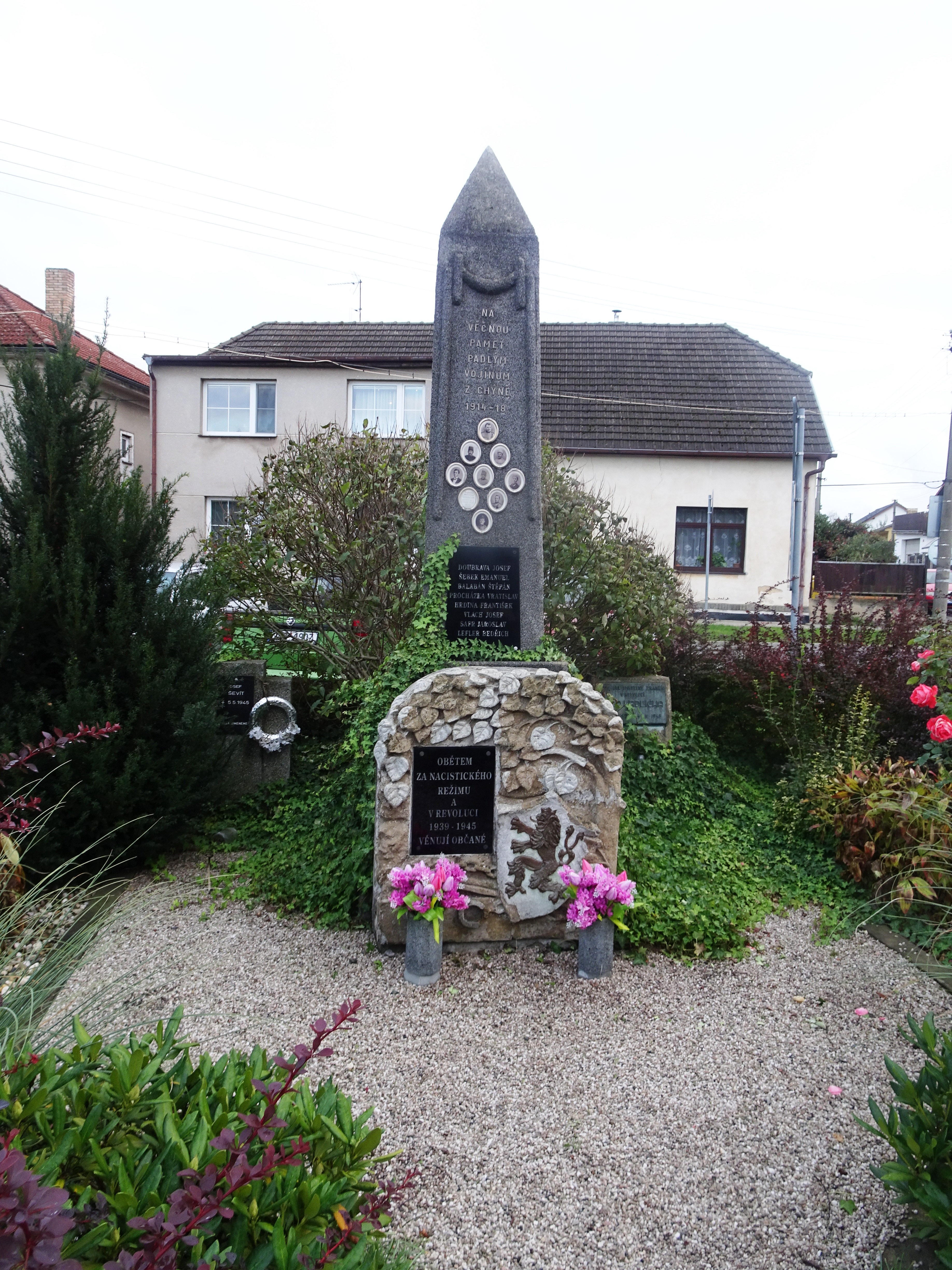
Pomník obětem světových válek
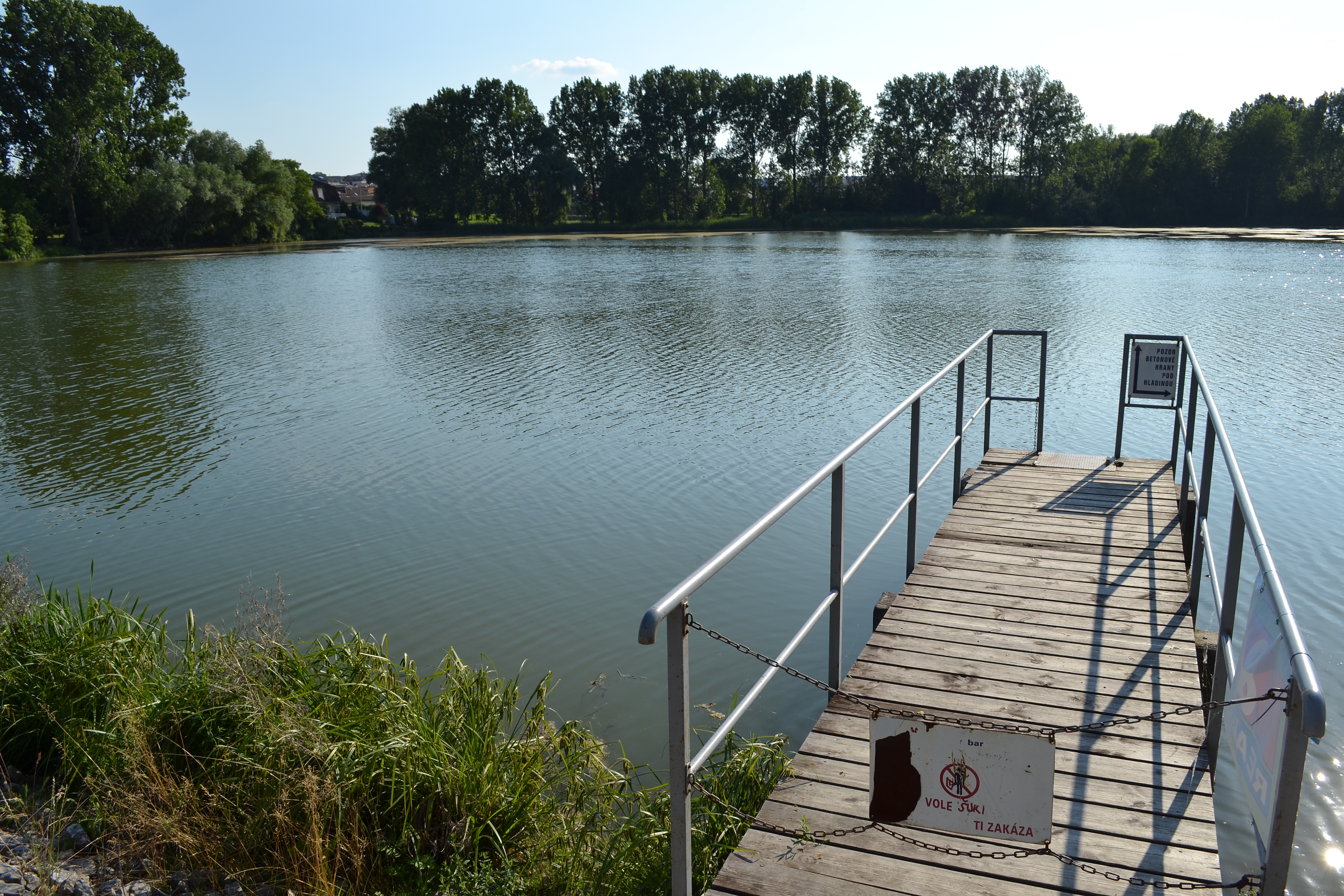
Rybník Bašta
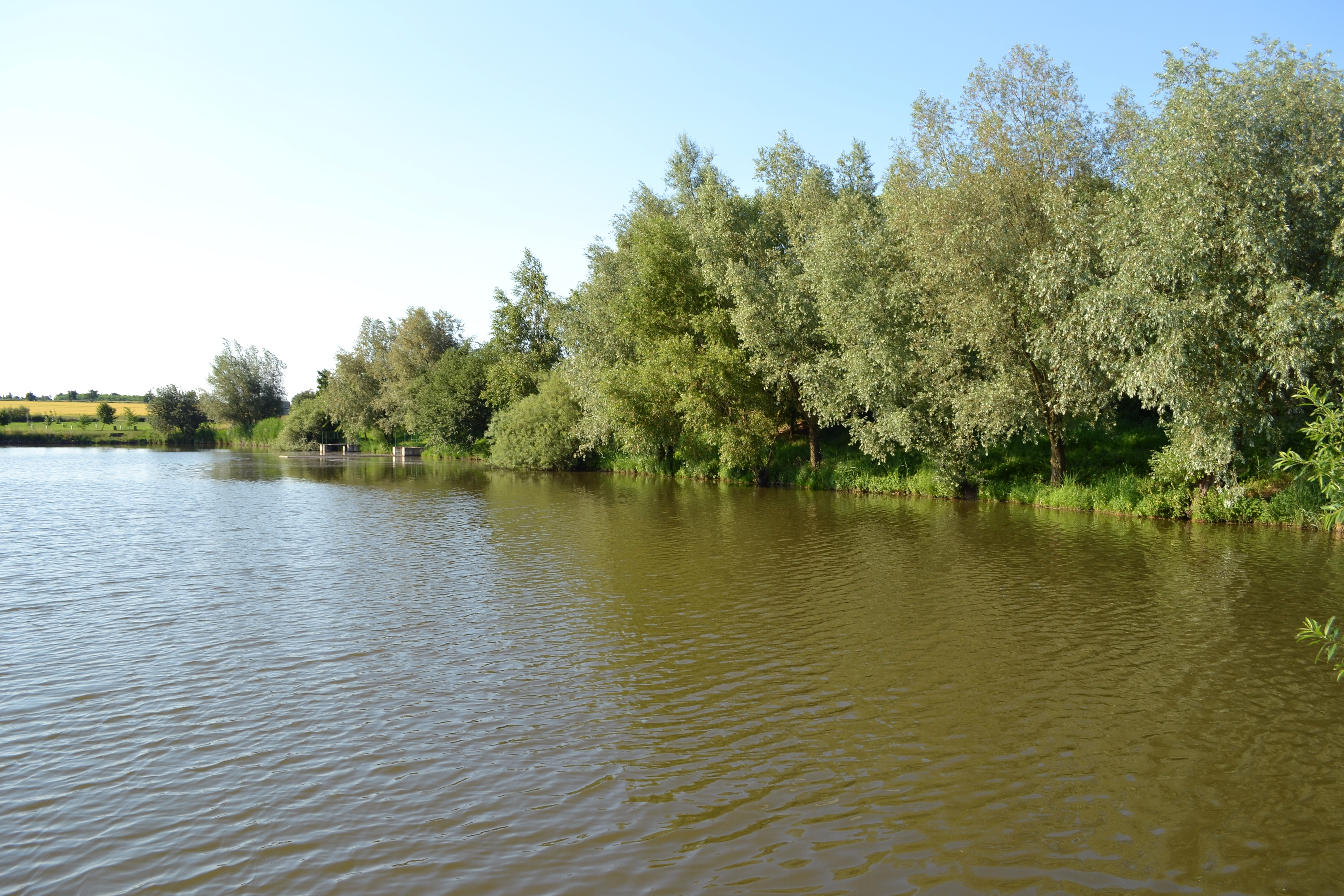
Strahovský rybník